# روبرت رانكين
روبرت رانكين (بالإنجليزية: Robert Rankin)‏ هو فلاح وسياسي أسترالي، ولد في 18 سبتمبر 1896، وتوفي في 28 مايو 1955. انتخب عضو المجلس التشريعي الفيكتوري.